# Американски протей
Американски протей (Necturus maculosus) е вид земноводно от семейство Proteidae.

## Разпространение
Видът е разпространен в Канада и САЩ.